# Mesomele Dysplasie Typ Savarirayan
Die Mesomele Dysplasie Typ Savarirayan ist eine sehr seltene angeborene Erkrankung und gehört zu den Mesomelen Dysplasien. Hauptmerkmale sind ein dreiwinkliges Schienbein und fehlendes Wadenbein.
Die Bezeichnung bezieht sich auf den Autor der Erstbeschreibung aus dem Jahre 2000 durch den Humangenetiker Ravi Savarirayan und Mitarbeitern.

## Verbreitung
Die Häufigkeit und der Vererbungsmodus sind nicht bekannt, bisher wurden 2 sporadische Fälle beschrieben.

## Ursache
Der Erkrankung liegen Mutationen im LAF4-Gen an der Location 2q11.2 zugrunde.

## Klinische Erscheinungen
Diagnostische Kriterien sind:
- Fibulaaplasie und Hypoplasie mit dreieckförmig verformter Tibia.
- Mäßige Mesomelie der oberen Gliedmaßen mit proximaler Deformierung der Ulna
- Weitere Stammskelettveränderungen wie Beckenanomalien und Hypoplasie der Schultergelenke